# Miroslav Radović
Miroslav Radović (Servisch: Мирослав Радовић) (Goražde, 16 januari 1984) is een Servisch voormalig voetballer die doorgaans speelde als aanvallende middenvelder, maar in de spits of op de rechtervleugel in actie kwam. In januari 2014 verkreeg hij tevens de Poolse nationaliteit.

## Clubcarrière
Via satellietclub FK Teleoptik kwam Radović in 2003 terecht bij FK Partizan, waar hij in juni transfervrij een contract tekende. In het seizoen 2003/04 speelde hij zijn eerste wedstrijden op het hoogste niveau van Servië en Montenegro. Op 26 november 2003 speelde Radović in het Estádio do Dragão tegen FC Porto zijn eerste wedstrijd in de UEFA Cup. In het met 2–1 verloren duel verving hij na 38 minuten zijn landgenoot Milivoje Ćirković. In het volgende seizoen Europees voetbal maakte hij in de 88ste minuut van de wedstrijd in de derde ronde tegen het Oekraïense Dnipro Dnipropetrovsk de beslissende 0–1. Partizan had zijn plaats bij de laatste zestien aan Radović te danken; in de volgende ronde werd echter met 1–3 van CSKA Moskou verloren.
In de zomer van 2006 maakte Radović de overstap naar Legia Warschau uit Polen. In zijn eerste seizoen in de Ekstraklasa eindigde hij met Legia op de derde plaats van de competitie; Radović speelde in 27 duels en maakte zes doelpunten. Sindsdien speelde hij elk seizoen een kleine dertig wedstrijden in de competitie en nam hij deel aan het bekertoernooi en de internationale clubcompetities van de UEFA. Zijn eerste prijs bij Legia Warschau volgde in mei 2008, toen de Poolse voetbalbeker na strafschoppen gewonnen werd van Wisła Kraków. De seizoenen 2012/13 en 2013/14 sloot Radović met zijn club als landskampioen af. Op 24 februari 2015 tekende hij een tweejarig contract bij het Chinese Hebei China Fortune dat uitkomt in de Jia League. In januari 2016 werd zijn contract ontbonden. Hierna tekende hij een contract voor anderhalf jaar bij Olimpija Ljubljana. Op 15 juni 2016 keerde hij terug bij FK Partizan maar op 31 augustus ging hij wederom voor Legia Warschau spelen.

## Erelijst
Legia Warschau
- Landskampioen

2012/13, 2013/14, 2017/18
- Bekertoernooi

2008, 2011, 2012, 2013, 2015, 2018
- Supercup

2008
 Olimpija Ljubljana
- Landskampioen

2015/16